# Rubén Ballesteros
Rubén Alberto Ballesteros Cárcamo (Castro, 12 de noviembre de 1939) es un abogado y exjuez chileno. Fue ministro y presidente de la Corte Suprema de Chile.

## Biografía

### Estudios
Realizó sus estudios básicos en el Liceo Galvarino Riveros de Castro y sus estudios secundarios en el Liceo Alfredo Nazar Feres N.º 2 Playa Ancha en Valparaíso. Posteriormente ingresó a la Escuela de Derecho de la Sede Valparaíso de la Universidad de Chile, actual Escuela de Derecho de la Universidad de Valparaíso.

### Carrera judicial
Entre 1969 y 1972 Ballesteros ejerció como abogado en el sector privado. En 1972 fue nombrado secretario titular del Primer Juzgado de Letras de Puerto Montt y en 1974 asumió como relator de la Corte de Apelaciones de esa ciudad. En 1976 fue nombrado juez del Segundo Juzgado de Letras de Osorno, y en 1978 juez del Segundo Juzgado de Letras de Valdivia.
En 1983 fue nombrado ministro de la Corte de Apelaciones de Punta Arenas. En 1993 asumió como fiscal de la Corte de Apelaciones de Santiago, y posteriormente —en 1998— como ministro de dicho tribunal, cargo que desempeñó hasta 2005, cuando fue nombrado ministro de la Corte Suprema de Chile, máximo tribunal chileno del que fue elegido presidente el 19 de diciembre de 2011, desempeñando el cargo por un período de dos años, entre el 6 de enero de 2012 y el 6 de enero de 2014. Finalmente, el 12 de noviembre de 2014, se retiró del Poder Judicial tras alcanzar la edad máxima mandatada por la Constitución para permanecer en el ejercicio del cargo.

### Vida privada
Está casado con Mirza Barrientos A. y tiene 2 hijos.